# 特里潘尼爾 (特拉華州)
特里潘尼爾（英語：Trepagnier）是位於美國特拉華州紐卡斯爾縣的一個非建制地區。該地的面積和人口皆未知。

## 地理
特里潘尼爾的座標為39°46′45″N 75°40′07″W / 39.77917°N 75.66861°W，而該地的平均海拔高度為112米（即367英尺）。